# Gentian Koçi
Gentian Koçi (ur. 1979 w Tiranie) – albański reżyser. Jego film pod tytułem Przedświt był wyświetlany na Festiwalu Filmowym w Sarajewie w 2017 roku.

## Życiorys
W 2009 roku ukończył studia z zakresu reżyserii filmowej na Akademii Filmu i Multimediów „Marubi” w Tiranie, następnie pracował jako operator kamery telewizyjnej dla TV Klan.

## Filmografia
- Antenna (2008)[3]
- Not a carwash (2012)[3][1]
- Przedświt (2017)[1][4][2]
- Një filxhan kafe dhe këpucë të reja veshur (2022)[5]

## Nagrody
W 2009 roku Gentian Koçi otrzymał główną nagrodą podczas Festiwalu Filmów Dokumentalnych i Krótkometrażowych w Prizrenie za film Antenna.